# Ліор Асулін
Ліор Асулін (івр. ליאור אסולין; 6 жовтня 1980 — 7 жовтня 2023) — ізраїльський футболіст, який виступав на позиції нападника.

## Ігрова кар'єра
Вихованець школи клубу «Маккабі» з Герцлії, де пройшов шлях від молоді до основного складу. З клубом грав у Лізі Леуміт, в одному із сезонів забив 28 м'ячів і став найкращим бомбардиром сезону. Пізніше виступав на правах оренди за команди вищої ліги Ізраїлю, серед яких були «Бейтар», «Бней Єгуда», «Бней Сахнін» та «Маккабі» з Петах-Тікви. З клубом «Бней Сахнін» виграв Кубок Ізраїлю 2003/04, оформивши дубль у фіналі проти «Хапоеля» з Хайфи (3:1).
Після сезону 2005/06 президент клубу «Маккабі» (Герцлія) Аріель Шайман сказав, що Асуліну надходили пропозиції з Франції (від «Марселя» та «Ніцци»), Росії, Туреччини, Кіпру та Греції, проте гравець відхилив усі пропозиції. У червні 2007 року Асулін уклав 4-річний контракт із клубом «Хапоель» з Тель-Авіва, але в січні 2008 року пішов в оренду до «Аполлона» з Лімасола, що стало його єдиним виступом за кордоном. У 2009—2011 роках виступав за «Хапоель» з Беер-Шеви.
17 серпня 2011 року Асулін уклав контракт із клубом «Хапоель» з Рамат-Гана в Лізі Леуміт, вигравши з ним Лігу Леуміт та Кубок Тото у сезоні 2011/12, що дозволило клубу вийти до Прем'єр-Ліги. Він став також найкращим бомбардиром клубу, забивши 14 голів у всіх турнірах. 17 червня 2012 року перейшов до «Хапоеля» з Рішон-ле-Ціона, вигравши з ним 4 грудня 2012 року Кубок Тото (забив гол в основний час і післяматчевий пенальті). Усього за кар'єру він провів 284 матчі в Прем'єр-Лізі Ізраїлю, забивши 88 голів.
Журналіст Хаїм Левінсон писав, що Асулін був «божевільним» і «неврівноваженим» гравцем, але володів пристрастю, класом, стилем і «звірячим гольовим чуттям», який, отримавши м'яч, міг зробити несподіваний хід.

## Поза футболом
У 2013 році Асулін був затриманий прямо під час матчу через несплату аліментів. У 2021 році отримав 19 місяців в'язниці за продаж наркотиків за допомогою Telegram, але вийшов через 8 місяців за зразкову поведінку.
6 жовтня 2023 року Асулін вирушив на музичний фестиваль у Реїмі, де ввечері відзначив свій день народження. Вранці він не вийшов на зв'язок із рідними: як з'ясувалося, він став жертвою бійні на музичному фестивалі, вчиненому ХАМАСом. Тіло гравця було знайдено неподалік кордону з сектором Газа.

## Досягнення
- Володар Кубку Ізраїлю: 2003/2004
- Володар Кубка Тото (Леуміт): 2011/12, 2012/2013
- Переможець Ліги Леуміт: 2011/2012